# Sex Machineguns
Sex Machineguns (Сексуальные пулемёты) — японская спид-метал-группа, наряду с X Japan и Seikima II являются одними из ключевых метал-групп Японии и главными популяризаторами японской метал-сцены. Основной период творчества группа являлась одним из коллективов Visual kei и даже давали интервью для французской программы об этой японской субкультуре, но с момента восстановления деятельности участники больше отдают предпочтение типичным для исполнителей метала одежде, изредка добавляя элементы старого образа.

## История
Группа была образована в 1990 году Анчаном (вокал/гитара) и его другом Mad Power (с англ. — «Бешеная сила») (ударные). Имя было выбрано Анчаном и являлось отсылкой к названию легендарной панк-рок-группе Sex Pistols, только слово пистолеты было заменено на пулемёты что по словам Анчана символизирует то что они (Sex Machineguns) такие же дикие, весёлые и безумные но в несколько раз тяжелее. Группа существовала несколько лет а потом приостановила деятельность из-за решение Анчана стать уважаемым клерком
В 1995 Mad Power встретился с Anchang, чтобы возродить старую группу. Анчан согласился только при условии, что он перетащит в группу Нойзи, вокалиста и басиста команды, в которой Анчан находился на тот момент. Mad Power не возражал и даже привел в группу еще одного гитариста, Суси. В этот момент у участников группы началась официальная музыкальная карьера.
В 2007 Анчан возрождает группу. Место старых участников заняли — Кенъити (ударные), Синго Стар (бас-гитара) и Рётацу(ритм-гитара) ушедший из группы в 2008 году, после чего группа превратилась в трио.
Также в 2008 году некоторые кадры из выступления группы были показаны в фильме Глобальный Метал в ходе разговора о метале в Японии.
В 2012 году барабанщик Ken'ichi ушел у группы, и группа на неопределенное время взяла перерыв.
В 2013 году Anchang и Shingo☆ сформировали аналогичную группу под названием  The Maintenance  (ザ ☆ メ ン テ ナ ン ス), с Hirota на барабанах и вторым гитаристом Master. 21 февраля 2013 года они выпустили дебютный альбом Kōji-chū (工事 中).

## Лирика и музыкальный стиль
Группа завоевала свою популярность в первую очередь благодаря юмористическим текстам. Так много песен посвящено теме любви и секса в современной культуре как например песни S.H.R., Panchi DE love Attack и Aijin 28 (все кроме Aijin 28, с альбома 2001 года Barbe-Q Michael). В этих песнях группа высмеивает мачизм и злоупотребление сексуальным подтекстом.

## Состав

### Современный состав
- Anchang (Koji Ando) — вокал, гитары (1989 — н.в.)
- Shingo☆ (Shingo Tamaki) — бас-гитара (2008 — н.в.)
- Thomas  — ударные (2022 — н.в.)

### Бывшие участники
- Sussy (Masahito Furuya) - гитара
- Ken’ichi - ударные
- Circuit V Panther - гитара
- Noisy - бас
- Himawari - ударные
- Sussy - гитара
- Speed Star Sypan Joe - ударные
- Mad Power - ударные
- Kenjirou - бас
- Asada - вокал
- H.Oota - вокал
- Saamasu - бас:
- Takechan - ударные
- Atkins - бас
- Imai - вокал
- Ryotatsu - гитара
- Leon - ударные

## Дискография
- 2023-04-12 地獄の暴走列車 CD album
- 2022-11-18 燃えろ!!ジャパメタ Digital single
- 2021-10-30 The grave Digital single
- 2021-06-23 SHINING STAR Digitalsingle
- 2018-11-25 Iron Soul CD album
- 2018-03-28 マシンガンズにしやがれ！！CD album
- 2015-12-16 Metal Monster CD album
- 2015-05-27 Metal Keiri Man CD single
- 2014-10-29 Love Games CD album
- 2014-07-02 未練FIRE! CD single
- 2012-01-25 Kawasaki's Rain CD single
- 2011-31-08 SMG CD album
- 2009-10-07 45°↗ (Limited Edition) 45°↗ (初回限定盤) CD album
- 2009-10-07 45°↗ (Regular Edition) 45°↗ (通常盤) CD album
- 2009-03-04 Pride プライド CD + DVD maxi-single
- 2009-03-04 Pride プライド CD maxi-single
- 2008-10-08 CAMERON キャメロン CD album
- 2008-03-26 BEST TRACKS the past and the future CD album
- 2008-03-26 Video Sex Best Clips DVD pvs
- 2007-10-31 JACKY CD single
- 2007-09-26 Doku mamushi 毒マムシ CD single
- 2007-08-22 Haihin kaishuu 廃品回収 CD single
- 2007-01-24 ROCK NIPPON Shouji Noriko Selection ロックNIPPON 東海林のり子 Selection CD album
- 2006-06-28 a day in the LIVE ~SEX MACHINEGUNS LIVE IN USA~ DVD concert
- 2006-03-08 Living in America DVD documentary
- 2006-02-08 MADE IN USA CD album
- 2006-01-25 MADE IN USA DVD pvs
- 2005-08-03 Aijin 28 愛人28 CD single
- 2005-03-16 LOVE for NANA ～Only 1 Tribute～ (TRAPNEST Version) LOVE for NANA ～Only 1 Tribute～ (TRAPNESTヴァージョン) CD album
- 2005-03-16 LOVE for NANA ～Only 1 Tribute～ (Black Stones Version) LOVE for NANA ～Only 1 Tribute～ (Black Stonesヴァージョン) CD album
- 2005-03-02 HEAVY METAL THUNDER CD album
- 2005-02-09 Suspense gekijou/Iruka ni notte サスペンス劇場 / イルカに乗って CD single
- 2004-11-10 Demaemichi icchokusen 出前道一直線 CD maxi-single
- 2003-12-10 Metal Bako DVD concert
- 2003-10-22 SM Show Finale DVD concert
- 2003-09-26 ONIGUNSOW (Limited Edition) ONIGUNSOW (初回限定盤) CD maxi-single
- 2003-09-26 Ai koso subete (Limited Edition) 愛こそすべて (初回限定盤) CD maxi-single
- 2003-09-26 LIVE!! Final Attack at Budokan CD album
- 2003-08-06 to the future tracks ～mihappyokyoku no tsudoi～ to the future tracks ～未発表曲の集い～ CD album
- 2003-06-04 「MACHINEGUNS no tsudoi」THE BEST (Limited Edition) 「マシンガンズの集い」ザ・ベスト (初回限定盤) CD album
- 2003-06-04 「MACHINEGUNS no tsudoi」THE BEST (Regular Edition) 「マシンガンズの集い」ザ・ベスト (通常盤) CD album
- 2003-02-19 SM Show 3 DVD concert
- 2002-12-04 Video Sex 2 DVD pvs
- 2002-10-09 IGNITION CD album
- 2002-08-07 Yonaoshi GOOD VIBRATION 世直し GOOD VIBRATION CD single
- 2002-05-16 Bousou Rock 暴走ロック CD single
- 2002-02-20 SM Show 2 VHS concert
- 2002-02-20 SM Show 2 DVD concert
- 2002-02-20 Video Sex DVD concert
- 2002-01-23 Soko ni, anata ga… そこに、あなたが・・・ CD single
- 2001-10-31 Burning Hammer (Regular Edition) Burning Hammer (通常盤) CD album
- 2001-10-31 Burning Hammer (Limited Edition) Burning Hammer (初回限定盤) CD album
- 2001-08-29 Tairyou 大漁 CD maxi-single
- 2001-05-23 HANABI-la daikaiten (Reissue) HANABI-la大回転 (Reissue) CD single
- 2001-05-23 BURN～ai no honou wo moyase (Reissue) BURN ～愛の炎を燃やせ～ (Reissue) CD single
- 2001-05-23 TEKKEN II (Reissue) CD single
- 2001-05-23 Mikan no uta (Live) (Reissue) みかんのうた (ライブ) (Reissue) CD single
- 2001-03-07 Barbe-Q★Michael Barbe-Q★マイケル CD album
- 2001-01-24 S.H.R.～Sexy Hero Revolution S.H.R.～セクシー・ヒーロー・レボリューション CD maxi-single
- 2000-11-16 SM Show VHS concert
- 2000-11-16 SM Show DVD concert
- 2000-09-27 Kinkyû ! Nozarashi VHS concert
- 2000-05-24 ONIGUNSOW (Regular Edition) ONIGUNSOW (通常盤) CD single
- 2000-05-24 Ai koso subete (Regular Edition) 愛こそすべて (通常盤) CD single
- 2000-04-21 Video Sex VHS pvs
- 1999-12-05 Born of fire VHS concert
- 1999-11-26 MADE IN JAPAN CD album
- 1999-04-21 HELLthy Set M miscellaneous box
- 1999-04-21 Mikan no uta (Live) みかんのうた (ライブ) CD single
- 1999-02-03 TEKKEN II CDS single
- 1998-10-18 SEX MACHINEGUN CD album
- 1998-09-18 BURN～ai no honou wo moyase BURN ～愛の炎を燃やせ～ CDS single
- 1998-04-22 HANABI-la daikaiten HANABI-la大回転 CDS single
- 1997-05-13 Into the fire VHS concert
- 1997-03-29 Live Fire CD mini-album
- 1996-00-00 Sex Machineguns tape demo tape